# Найквист, Гарри
Гарри Найквист (по шведскому произношению — Нюквист, англ. Harry Nyquist; 7 февраля 1889, Нильсбю, Швеция — 4 апреля 1976, Фарр, Техас) — один из пионеров теории информации.

## Биография
Гарри (Харри) Найквист родился в Нильсбю, Швеция. Он иммигрировал в США в 1907 году и поступил в Университет Северной Дакоты в 1912 году. Защитил кандидатскую диссертацию по физике (Ph.D. in physics) в Йельском университете в 1917 году. Найквист работал в отделе развития и исследований компании AT&T’s с 1917 по 1954 год (с 1934 года лаборатория становится частью в Телефонной Лаборатории Bell Labs) вплоть до ухода на пенсию.
Будучи инженером в Лаборатории Белла, Гарри Найквист провёл важные исследования по теории теплового шума, устойчивости обратной связи в усилителях, телеграфии, факсимильной передачи, телевидения и других важных телекоммуникационных проблем. С Гербертом И. Ивсом он помог разработать первый фототелеграфный аппарат AT&T, который был представлен публике в 1924 году.
Ранние работы Найквиста по определению ширины частотного диапазона, требуемого для передачи информации, опубликованные в статье «Certain factors affecting telegraph speed» (Bell System Technical Journal, 3, 324—346, 1924), заложили основы для последующих успехов Клода Шеннона в разработке теории информации.
В 1927 году Найквист определил, что число независимых импульсов, которые могут быть переданы в единицу времени без искажений, ограничено двойной шириной частотного диапазона канала связи. Найквист опубликовал свои результаты в статье «Определённые Проблемы Теории Телеграфной Передачи» (1928). Это правило сопряжено с известной теоремой Найквиста-Шеннона (сходные результаты получены русским учёным Котельниковым и в русскоязычной литературе называются теоремой Котельникова).
В 1932 году была опубликована общая теория автоматического управления, разработанная Найквистом. При этом теоретическое обоснование появилось гораздо позднее практического применения.

## Награды и звания
Найквист получил Медаль почёта Института радиоинженеров в 1960 году за «фундаментальный вклад в количественное понимание теплового шума, передачи данных и отрицательной обратной связи». В октябре 1960 года он был награждён медалью Стюарта Баллатина во Франклиновском Институте за «теоретический анализ и практический вклад в области коммуникационных систем в последние 40 лет, включая в особенности оригинальную работу по теории телеграфной передачи, теплового шума в электрических проводниках, и обратной связи». В 1969 году он был награждён Премией основателей NAE, учреждённой Американской национальной инженерной академией.
После ухода на пенсию Найквист жил в местечке Фарр штат Техас и умер 4 апреля 1976 года.